# Dirk van Haaren

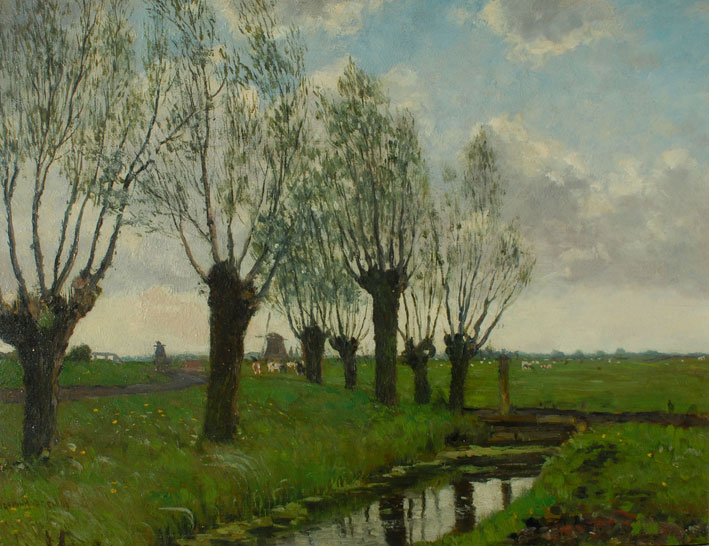

Dirk Johannes (Dirk) van Haaren (Amsterdam, 21 april 1878 - aldaar, 30 juni 1953) was een Nederlands kunstschilder.
Dirk van Haaren woonde en werkte in Amsterdam evenals in Sloten. Hij was een autodidact en vervaardigde aquarellen en olieverfschilderijen. Tot zijn werken horen landschapsschilderijen, waarop vaak water, windmolens en vee te zien zijn, of stadsgezichten van Amsterdam en paarden met ruiters. 
Hij was lid van meerdere kunstenaarsverenigingen, waaronder Arti et Amicitiae en Sint-Lucasgilde, allebei in Amsterdam.